# 小女孩 (專輯)
《小女孩》是台灣女歌手張芸京的第三張錄音室專輯及演唱專輯，於2012年9月5日開始預購，於同月22日推出。其中《喘息》一曲為張芸京親自創作的歌曲。
預購分成雙版本「瘋靡搖滾吧版 / 小女孩夢想版」。瘋靡搖滾吧版本預購贈品為「Let's Rock夜光歌詞筆記本＋專京特屬Pick項鍊」對開海報一張，小女孩夢想版本預購贈品為「Little girl創作歌詞筆記本＋萊特兄弟紙飛機」。
2012年10月26日推出的《我陪你溫暖慶功版》，當中除了原有的十首歌曲外，更收錄了一首新歌《我陪你》。
慶功版專輯中還特別加贈：
- DVD 我陪你 愛的每一哩路「小女孩夢想微唱會」公路紀實
- 2012「張芸京/我陪你亞洲巡迴演唱會-台北站」雙人折價券
- 2012「張芸京/我陪你亞洲巡迴演唱會-台北站」雙人免費入場門票

## 曲目

### 瘋靡搖滾吧版、小女孩夢想版、正式版
1. 小女孩 Little Girl（首波清新搖滾主打）
2. 喘息 To Take A Breather （加收重新混音正式版）（電視《陽光正藍》插曲）
3. 萊特兄弟 The Wright Brothers
4. 我沒有瘋 I`m not Crazy
5. 你走了，我往前 Moving on Without You
6. 喂 對不起 Hey, I`m Sorry
7. 夜光 Light in the Dark
8. 痛也愛你 Painful Love
9. 小秘密 Little Secret
10. 若無其事 As if Nothing Happened （電影「候鳥來的季節」主題曲）

### 義氣風發 冠軍慶功版
- 首十首歌曲與瘋靡搖滾吧版、小女孩夢想版、正式版相同，並加入第四主打《我陪你 I`m With You》（2012「小女孩夢想微唱會」主題曲、電視《陽光正藍》片頭曲）

## 音樂影片
1. 網路搶先主打《喘息》
2. 首波清新搖滾主打《小女孩》 。
3. 第二波主打《喂 對不起》。
4. 第三波主打《我沒有瘋》。
5. 第四波主打《我陪你》。
6. 第五波主打《小秘密》。